# Jiří Ruš
Jiří Ruš (* 19. února 1955) je bývalý český fotbalista, obránce. Po skončení aktivní kariéry působí ve fotbale jako svazový delegát.

## Fotbalová kariéra
V československé lize hrál za Baník Ostrava a RH Cheb. Nastoupil v 57 ligových utkáních a dal 2 góly. Získal ligový titul v roce 1976 s Baníkem Ostrava. V nižších soutěžích hrál i za Škodu Plzeň.

## Ligová bilance
| Ročník                                   | Zápasy | Góly | Klub          |
| ---------------------------------------- | ------ | ---- | ------------- |
| 1. československá fotbalová liga 1975/76 | 27     | 1    | Baník Ostrava |
| 1. československá fotbalová liga 1976/77 | 5      | 0    | Baník Ostrava |
| 1. československá fotbalová liga 1977/78 | 13     | 0    | Baník Ostrava |
| 1. československá fotbalová liga 1979/80 | 12     | 1    | RH Cheb       |
| Česká národní fotbalová liga 1981/82     | 24     | 0    | Škoda Plzeň   |
| Česká národní fotbalová liga 1982/83     | 20     | 1    | Škoda Plzeň   |
| CELKEM 1. liga                           | 57     | 2    |               |